# استفان رووتسکی
استفان رووتسکی (لهستانی: Stefan Rowecki); (۲۵ دسامبر ۱۸۹۵ – ۲ اوت ۱۹۴۴) ژنرال، روزنامه‌نگار و از فرماندهان ارتش میهنی لهستان بود. او در سال ۱۹۴۴ به دستور هاینریش هیملر توسط گشتاپو به قتل رسید.

## زندگی
رووتسکی در پیوترکوف تربونالسکی که یکی از کانون‌های سازمان مخفی پیشاهنگی بود به دنیا آمد. در جنگ جهانی اول ابتدا در ارتش اتریش-مجارستان و سپس در هنگ‌های لهستانی خدمت نمود. در اوت ۱۹۱۷ و پس از آنکه بسیاری از اعضا واحد او از سوگند خوردن به امپراتور اتریش سرباز زدند توقیف شد. در فوریه ۱۹۱۸ از اردوگاه تأدیبی در بنیامینوف آزاد و به ارتش سلطنتی لهستان پیوست و پس از استقرار دولت مستقل لهستان به ارتش تازه تأسیس این کشور ملحق گشت.
رووتسکی در جنگ لهستان-شوروی حضور داشت و پس از آن هم در ارتش باقی ماند و از ۱۹۳۰ تا ۱۹۳۵ هنگ ۵۵ پیاده‌نظام واقع در لشنو را فرماندهی می‌نمود.

## جنگ جهانی دوم

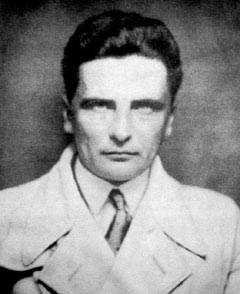
عکس پاسپورت رووتسکی در سال ۱۹۳۰ میلادی

در ژوئن ۱۹۳۹ رووتسکی تیپ موتوری زرهی ورشو را با تانک‌های ۷تی‌پی و تی‌کی‌اس تشکیل داد که علی‌رغم نرسیدن به حداکثر توان و تجهیزات با آغاز حمله آلمان به لهستان در ۱ سپتامبر ۱۹۳۹ در دفاع از لهستان مشارکت داشت.
با شکست لهستان رووتسکی توانست از دستگیری بگریزد و به ورشو بازگردد. او به زودی تبدیل به یکی از فرماندهان اتحادیه مبارزه مسلحانه گشت. در ۱۹۴۱ او با کمک سازمان بادبزن شروع به خرابکاری در نواحی شرقی لهستان کرد و از ۱۹۴۲ تبدیل به یک از فرماندهان ارتش میهنی شد.
در قامت یکی از فرماندهان ارتش میهنی رووتسکی سیاست‌های مثبتی را در مورد یهودیان پیش گرفت. در فوریه ۱۹۴۳ او به ارتش میهنی دستور داد تا به یهودیانی که در حال آماده‌سازی خیزش‌های گتو بودند کمک کند. رووتسکی به خصوص جنبش مقاومت یهودیان در گتوی ورشو را در طول خیزش گتوی ورشو با تسلیحات و حملات انحرافی یاری نمود.
رووتسکی در ۳۰ ژوئن ۱۹۴۳ در اثر خیانت لودویگ کالکشتاین و چند نفر دیگر از اعضای ارتش میهنی که در اصل خبرچینهای گشتاپو بودند در ورشو دستگیر و به برلین فرستاده شد. خبرچین‌های آلمانی توسط دادگاه سری نظامی دولت زیرزمینی لهستان به جرم خیانت به مرگ محکوم گشتند. یکی از خائنین توسط ارتش میهنی اعدام شد اما کالکشتاین که تحت حفاظت گشتاپو قرار داشت آسیبی ندید و بعدها با تغییر نام در سال ۱۹۴۴ به عنوان عضو اس‌اس در سرکوب قیام ورشو نقش ایفا کرد. پس از پایان جنگ او در ایستگاه رادیو لهستان واقع در شچچین مشغول به کار شد و بعدها به عنوان مأمور وزارت امنیت ملی لهستان استخدام گشت. کالکشتاین در ۱۹۸۲ به فرانسه مهاجرت کرد و سال ۱۹۹۴ در آن کشور فوت نمود. یکی دیگر از خائنین به نام بلانکا کاچوروفسکا نیز به علت بارداری از انتقام‌جویی لهستانی‌ها جان به در برد. او نیز پس از پایان جنگ توسط وزارت امنیت ملی لهستان با تغییر نام به عنوان مأمور مخفی استخدام شد. کاچورفسکا در سال ۱۹۷۱ به فرانسه مهاجرت نمود و سال ۲۰۰۲ در آن کشور درگذشت.
رووتسکی در برلین و در ارانینبرگ زندانی شد و توسط بسیاری از مقامات نازی مانند ارنست کالتنبرونر، هاینریش هیملر و هاینریش مولر مورد بازجویی قرار گرفت. او پیشنهاد اتحاد ضد بلشویکی را رد نمود و احتمالاً در اوت ۱۹۴۴ با فرمان هیملر در اردوگاه کار اجباری زاخسنهاوزن اعدام شد.
ادعاهایی وجود دارد که براساس آن دستگیری رووتسکی در ۳۰ ژوئن ۱۹۴۳ بخشی از یک عملیات بزرگ اطلاعاتی جهت ضربه زدن به دولت زیرزمینی لهستان با هدف حذف فرماندهان نظامی رهبران بلندپایه سیاسی لهستانی بوده‌است. در طول آن دوره زمانی گشتاپو سرهنگ ایگناتسی اوژویچ که فرمانده نیروهای مسلح ملی بود را نیز در ۹ ژوئن ۱۹۴۳ دستگیر نمود و ژنرال ووادیسواف سیکورسکی نیز در یک سقوط هواپیمای مشکوک در ۴ ژوئیه ۱۹۴۳ جان باخت. بدین ترتیب در یک بازه زمانی دوماهه مقاومت لهستان سه تن از فرماندهان بلندپایه خود را از دست داد.

## نشان‌ها
- نشان عقاب سپید (لهستان) پس از مرگ در سال ۱۹۹۵.
- نشان فضیلت نظامی، صلیب طلایی در ۱۹۴۲ و صلیب نقره در ۱۹۲۳.
- نشان افتخار تولد لهستان، صلیب افسران.
- صلیب دلاوری (لهستان) ۸ بار، ۴ بار در جریان جنگ لهستان-شوروی و چهار بار در هنگام دفاع از لهستان در سال ۱۹۳۹.
- صلیب لیاقت (لهستان) دو بار.
- صلیب استقلال به همراه شمشیر.
- صلیب ارتش میهنی.
- لژیون افتخار پس از مرگ. توسط رونالد ریگان در سال ۱۹۸۴.
- لژیون دونور، صلیب افسران در سال ۱۹۳۷.